# ザ・ドキュメント・オブ メタルギアソリッド2
『ザ・ドキュメント・オブ メタルギアソリッド2』（ザ・ドキュメント・オブ メタルギアソリッドツー、The Document of Metal Gear Solid 2）は、コナミのゲーム『メタルギアソリッド2』の各種設定や制作に関する詳細を収録したPlayStation 2用設定資料集ソフト。
設定資料等を閲覧できるモードと、後に発売された『サブスタンス』の追加モードである「MISSIONS」の体験版が収録されている。
初リリース時は単体での発売だったが、2007年、メタルギア誕生20周年を記念した記念パッケージ「Metal Gear 20th Anniversary:Metal Gear Solid Collection」（歴代メタルギア・サーガを1boxにまとめたもの）、「Metal Gear 20th Anniversary:Metal Gear Solid Best Price」（記念ボックスの単体発売版）の発売時、『メタルギアソリッド2』に同梱される形で再リリースされ、20周年記念廉価版にも『メタルギアソリッド2』と一緒に同梱されている。

## 収録されている内容
Characters
本編に登場するキャラクターの3Dモデルや設定画（こちらに限り没キャラ・没設定も）を閲覧できる。3D閲覧時は、武器などのアイテムを持たせることも可能。
Mechanics
メタルギアや航空機など、本編に登場するメカの3Dモデルや設定画を閲覧できる。メタルギアREXなど、前作『メタルギアソリッド』に登場したメカの試作3Dモデルも収録されている。こちらにも本編未使用メカのモデルがある。
Background
本編に登場するステージの3Dモデルや設定画を閲覧できる。開発段階の初期モデルや実験用モデルなど、本編には登場しなかった没ステージの3Dモデルも収録されている（アメリカ同時多発テロ事件の影響によりカットされたシーンで使われる予定だったと思われる3Dモデルが閲覧できる）。
Polygon Demons
本編中のポリゴンデモやその絵コンテを閲覧できる。ただし、ポリゴンデモは音声はない。
Program
プログラムについての解説を閲覧できる。
Sound
ゲーム中のBGMを聴くことができる（サウンドトラックの収録曲ではなく、デモムービー以外のゲーム操作中のもの）。BGMによっては、「潜入」「発見」「危険」「回避」「警戒」の各モードに対応した5パターンを聴くことが可能。
Game Plan
『メタルギアソリッド2』の企画草案書や、各ステージ制作に関する小島秀夫の指示書を閲覧できる。
Script
本編の台本をテキスト形式で読むことができる。省略や修正等によって本編中では再現されなかったシーンや台詞に関する記述もある。
Staff
『メタルギアソリッド2』の制作に関わったスタッフのリストを部門ごとに閲覧できる。主要スタッフは、顔写真と生年月日、血液型、制作に関するコメントも閲覧可能。
Chronicle
『メタルギアソリッド』日本語版が完成した1998年7月30日から、『メタルギアソリッド2』がヨーロッパで発売された2002年3月8日までの制作に関する出来事を年表形式で閲覧できる。
Special Footage
イベント用トレーラーや制作初期のプレゼンテーション用映像、発売前後のテレビCMなどを閲覧できる。また、MGS2の予約特典ディスク映像も収録。
Items
書籍やフィギュアなど、『メタルギアソリッド2』関連グッズの画像を閲覧できる。